# Agafia von Ruthenien
Agafia (poln. Agafia Światosławówna; * zwischen 1190 und 1195; † 6. Juni 1248) war eine ruthenische Prinzessin und masowische Herzogin. Sie war durch Heirat Teil des Adelsgeschlechts der masowischen Piasten und durch Geburt der ruthenischen Rurikiden.

## Biografien
Agafia war Tochter von Herzog Swjatoslaw III. Igorowitsch und Enkelin von Igor Swjatoslawitsch aus Nowhorod.

### Ehe und Familie
1207 heiratet sie Konrad I. Mit ihm hatte sie die Kinder:
- Bolesław I. – Herzog von Masowien
- Kasimir I. – Herzog von Kujawien, Vater von Leszek dem Schwarzen und Władysław I. Ellenlang
- Siemowit I. – Herzog von Masowien
- Eudoxia von Masowien – Ehefrau von Dietrich I von Brehna und Wettin
- Ludmila – Norbertanerin in Płock
- Siemomysłe
- Salomea – Klarissin in Skała
- Judith von Masowien – Ehefrau von Mieszka II. dem Dicken und Heinrich III. dem Weißen
- Dubrawka von Masowien – Ehefrau von Wasylka Romanowicz, Fürst von Wohlynien
- Mieszko – jung verstorben